# Farní sbor Českobratrské církve evangelické v Černilově
Farní sbor Českobratrské církve evangelické, seniorátu královéhradeckého.

## Historie sboru

### Po Tolerančním patentu
Na území dnešního sboru vznikly v době toleranční sbory obou Tolerančním patentem povolených konfesí (A. v. a H. v.). Sbor A. V. vznikl původně roku 1784 v nedaleké Bukovině a Ruseku. Jeho centrum však bylo roku 1788 přeneseno do Černilova, kde měl již své středisko sbor H. V., založený 16. 8. 1784. Jejich rozdíly byly ovšem podle dochovaných svědectví pouze formální (černilovští A. V. byli vedeni duchovně slovenskými kazateli, zatímco H. V. maďarskými; helvetští přijímali Večeři Páně chlebem a do ruky, zatímco augsburští kazatelé vysluhovali hostii do úst). Pokusy o sjednocení obou sborů se zde vyskytly již v letech 1820 a 1822.

### Diaspora
Sbor A. V. se stal střediskem rozsáhlé diaspory, sahající až k Rokytníku nebo do Sedloňova v Orlických horách. Současné sbory v Hradci Králové a v Šonově a zaniklý sbor Bohuslavicích nad Metují byly původně filiálními sbory Černilova.

### Helvetští duchovní
Prvním vlastním kazatelem sboru H. V. byl v letech 1784–1787 Michal Vincenc (již 22. 10. 1874 povolán), za něhož helvetští vystavěli roku 1786 dřevěnou modlitebnu a faru. Kamenný kostel byl postaven roku 1830 a roku 1857 dostavěna věž se dvěma zvony. Také fara byla roku 1852 postavena z kamene. Od roku 1864 sbor H. V. provozoval i vlastní školu. 1867 se osamostatnil diasporní sbor v Semonicích. Po M. Vincencovi spravovali sbor H. V. kazatelé: Emerich Csider, Mikuláš Tornyay, Štěpán Rimány, Jan Pail, Ondřej Akoš a Jan Košut. Po nich čeští kazatelé: Jan Veselý, Josef Chlumský, Václav Šubert. Posledním kazatelem samostatného sboru H. V. byl Justus Szalatnay.

### Augsburští duchovní
Na sboru A. V. sloužili slovenští faráři: Štěpán Hoszu, Štěpán Leška, Samuel Láho, Jan Čonka, Pavel Caltík, Daniel Korbély. Později přišli čeští: Matouš Havlík, Jiří Holeček (černilovský rodák), Martin Mallat a Jan Bedřich Kučera. Naposledy Karel Eduard Lány, senior a na sklonku svého života superintendent české evangelické církve A. V., spoluzakladatel (společně s faráři Kupkou a Kutlíkem) měsíčníku Evangelický církevník s přílohou Misionářské listy.

### Po vzniku ČCE
Po spojení obou sborů v Českobratrské církvi evangelické se sborový život soustředil do budov A. V. Nemalým problémem se stala otázka, který z obou zdejších duchovních má pokračovat v práci zde a který odejít (za A. V. Karel Eduard Lány, za H. V. Justus Szalatnay). Teprve po dvou letech rezignovali oba a spojený sbor si zvolil nového. Tak se stal 19. 6. 1921 Štěpán Pavlinec prvním farářem sjednoceného sboru v Černilově. Po něm nastoupil ThDr. Emil Jelínek a Lubomír Jan Linka. V letech 1987–2008 byl sbor administrován z Hradce Králové. Roku 1989 byl do Černilova povolán seniorátní jáhen (dříve diakon) Ing. Josef Bartošek, který zde působil až do roku 2003. Sbor po jeho odchodu spravovala do roku 2008 na poloviční úvazek jáhenka Lydie Kuželová. Farář Radim Žárský sloužil na sboru na poloviční úvazek od roku 2008 do 31. 8. 2011. Sbor nyní nemá vlastního faráře a je administrován farářem Janem Lavickým.

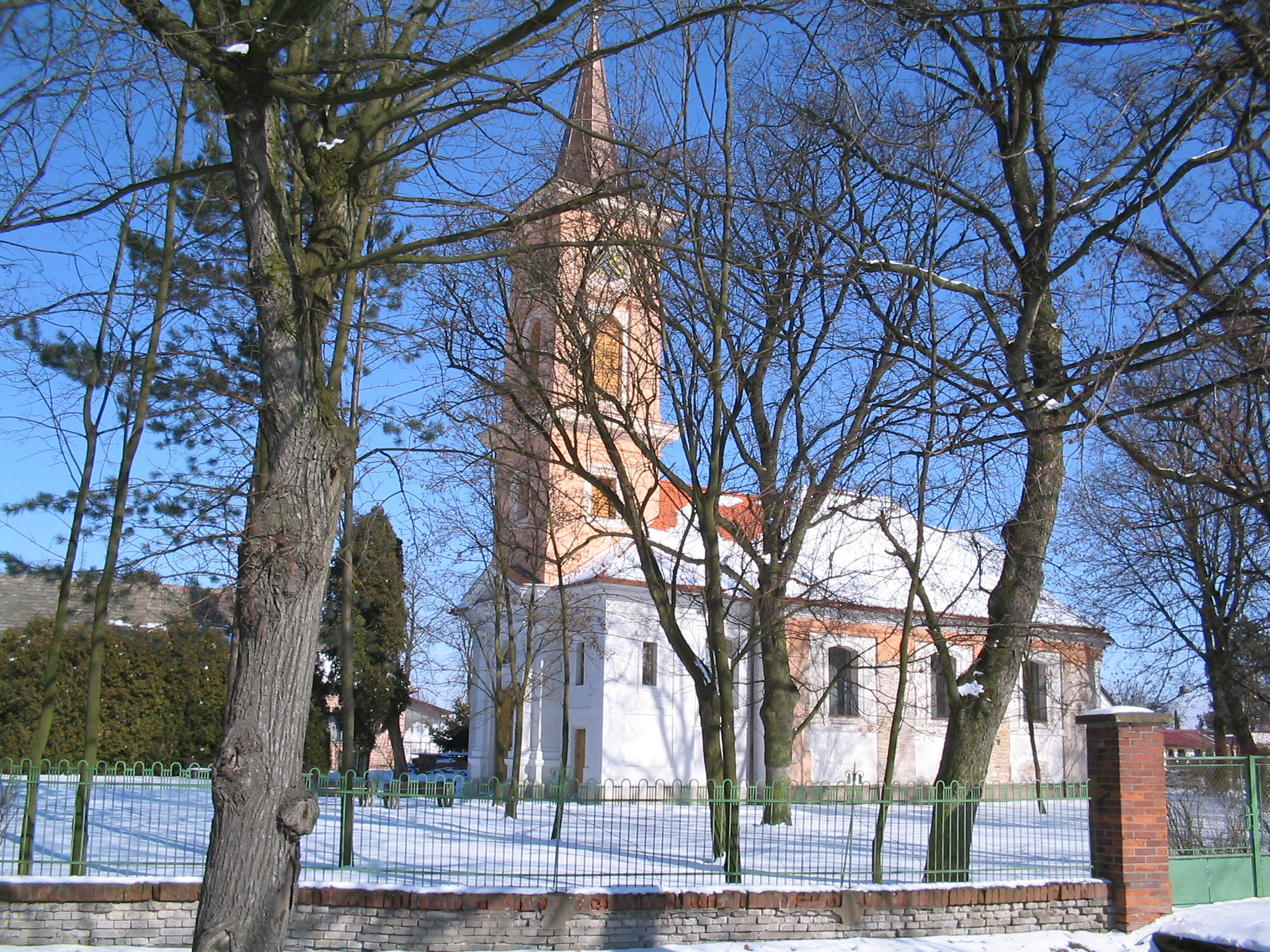
Bývalý augsburský (lutherský) kostel v Černilově, dnes obřadní místnost.

### Kostely, školy, fary
Starost o množství budov černilovské vyčerpávala, zvlášť když užívali pouze polovinu z nich. Reformovanou faru pronajímali, roku 1960 přišli o bývalou evangelickou školu, kterou využívali zejména v zimě. Kostel H. V. byl od roku 1967 nadlouho v důkladné rekonstrukci. V roce 1993 černilovští opravili faru, kde je byt pro kazatele, farní kancelář a hostinský byt (popřípadě byt pro potřebné). Sboru se vrátila budova staré evangelické školy (kterou r. 1997 opustila základní škola), v níž je nyní sborový sál. Roku 2003 musel sbor sice školu opět prodat obci, aby splatil dluhy, má však zajištěno užívání sborového sálu. Lutherský kostel dnes slouží jako obřadní místnost pohřební služby.

### Kurátorky a kurátoři sboru
Službu kurátora sboru vykonávali: Ladislav Brun, Jan Novák, B. Kopecký, Jaroslav Kupka a Taťána Holečková. Současným kurátorem je Jiří Kupka.